# تطبيق الوقاية من فيروس كورونا
يعد تطبيق الوقاية من فيروس كورونا تطبيقًا رقميًا يتتبع جهات الاتصال، أصدر من قبل الحكومة الأسترالية في 26 أبريل 2020  للمساعدة في مكافحة وباء كوفيد-19 المستمر وكان هدف التطبيق زيادة تتبع جهات الاتصال التقليدية عن طريق تتبع الأشخاص المخالطين تلقائيًا بين المستخدمين والسماح لاحقًا لصحة الولاية أو الإقليم بتحذير المستخدم أنه قد وصل إلى مسافة 1.5 متر (4 قدم 11 بوصة) مع شخص مصاب لمدة 15 دقيقة أو أكثر. وللتحقق من ذلك، استخدمت بروتوكول الأثر الأزرق والإشارة، الذي طور في الأصل من قبل الحكومة السنغافورية و(في إم وير) على التوالي لجمع سجل مجهول الهوية من جهات الاتصال القريبة. جرى التشكيك في فعالية التطبيق على المدى طويل من بدء تشغيله، وحددت حالتين مؤكدتين فقط بحلول الوقت الذي أوقف فيه تشغيله في 16 أغسطس 2022.

## تاريخ البرنامج
أدخل تطبيق الوقاية من فيروس كورونا في حيز التطوير لأول مرة في أواخر مارس، بعد وقت قصير من الاهتمام الذي عرض من خلال حكومة موريسون بتطبيق لنتابع معًا في سنغافورة. أعلن عن تطوير التطبيق في 14 أبريل 2020، مع وجود خطط لإصدار نظام التشغيل أندرويد وSOS في غضون أسبوعين. ووفر للتطبيق ميزانية تزيد عن 2 مليون دولار أسترالي، ذهب 700000 دولار أسترالي منها إلى موقع خدمات أمازون للاستضافة والتطوير والدعم. واجه الإعلان على الفور مخاوف بشأن الآثار المترتبة على الخصوصية للتطبيق والارتباك بشأن توزيعه. للعديد من الناس، لم يكن من الواضح ما إذا كان التطبيق سيكون سمة من سمات تطبيق الاحتراز من فيروس كورونا في أستراليا الحالي أم أنه منفصل تمامًا. إضافة إلى الشكوك، استخدمت العديد من التقارير الإخبارية صورًا لفيروس كورونا أستراليا في مقالاتها، وموقع الوقاية من فيروس كورونا المرتبط بتطبيقات الوقاية من فيروس كورونا في أستراليا لفترة قصيرة بعد الإصدار. أطلق التطبيق في 26 أبريل 2020. وعلاوة على ذلك، كانت هناك تقارير مبكرة تفيد بأن بعض المستخدمين واجهوا مشاكل في الاشتراك. على سبيل المثال، تلقى أولئك الذين أدخلوا رقم هاتفهم في أثناء التسجيل الرسالة التالية؛ هناك خطأ في التحقق من رقم الهاتف. يرجى التحقق من التفاصيل الخاصة بك مرة أخرى.
في غضون 24 ساعة من إطلاقه، جرى تنزيله من قبل أكثر من مليون شخص، وفي غضون 48 ساعة أكثر من مليوني شخص. بحلول الأسبوع الثاني كان قد سجل فيه أكثر من أربعة ملايين مستخدم. على الرغم من ذلك، لم تتمكن السلطات الصحية في الولايات والأقاليم من الوصول إلى البيانات التي جرى جمعها من خلال التطبيق لأن بوابة هيئة الصحة لم تكتمل بعد.
بمرافقة التطور في الإصدارات، أعلن بيتر داتون، وزير الشؤون الداخلية آنذاك، عن تشريع جديد من شأنه أن يجعل من غير القانوني إجبار الشخص على تقديم تقرير اتصال، حتى لو كان الشخص قد سجل بالفعل في التطبيق وأثبتت إصابته بفيروس كورونا، وضع قرار بعنوان تحديد الأمن الحيوي 2020، مع تعديل الخصوصية (معلومات الاتصال بالصحة العامة) بقانون 2020 الذي جرى تقديمه لاحقًا في 6 مايو 2020 لتنظيمه. ويحكم التشريع كذلك كيفية تخزين البيانات التي يجمعها التطبيق وتقديمها ومعالجتها.
في أوائل مايو 2020، عقدت لجنة مجلس الشيوخ المختارة بشأن كوفيد 19 جلسة استماع عامة حول التطبيق، مع التركيز بشكل خاص على فعاليته وآثاره على الخصوصية - وجرى الإعلان عن الكود الأساسي للتطبيق.
في منتصف مايو 2020، أعلن المسؤول الطبي الأسترالي أن التطبيق يعمل بكامل ميزاته. في اليوم التالي، أبلغ عن وصول التطبيق إلى 5.7 مليون عملية تنزيل، أي ما يقرب من 23٪ من إجمالي سكان أستراليا. في 20 مايو 2020، جرى الوصول إلى البيانات لأول مرة بعد تفشي المرض في إبرام هيلث في فيكتوريا.
بحلول منتصف يناير، بعد أكثر من شهر من إطلاق التطبيق، كان التطبيق لم يحدد بعد أي جهات اتصال لم يتم اكتشافها بالفعل من خلال تقنيات تتبع جهات الاتصال التقليدية، مما عزز المخاوف المتزايدة بشأن فعالية التطبيق. إضافة إلى ذلك، تشير بعض التقديرات إلى أن احتمالية تسجيل التطبيق لمخالطة عشوائية تبلغ نحو 4٪ فقط. بالتزامن مع ذلك، بدأ تطبيق إطار عمل إشعار التعرض لـ جوجل/ آبل للمستخدمين، مع كون لموني الإيطالي أول تطبيق يستخدم.
في أواخر يونيو، بعد "الموجة الثانية" في فيكتوريا التي اشتعلت من قبل التجمعات العائلية، جرى الوصول إلى بيانات التطبيق عن طريق متتبعي الاتصال أكثر من 90 مرة. لم يتمكن التطبيق، مرة أخرى، من تحديد الإرسال غير المكتشف. في الوقت نفسه، تعرض أحد المحتجين الإيجابيين لـ فيروس كورونا الذي حضر المسيرة المهمة في حياة السود في ملبورن في 6 يونيو 2020 لانتقادات في وسائل الإعلام لعدم تنزيل التطبيق. على الرغم من تحديد حالتين أخريين على الأقل في الحضور، حتى الآن لم يعثر على انتقال ناشئ عن الاحتجاجات.